# Балабанов, Андрей Валентинович
Андре́й Валенти́нович Балаба́нов (род. 17 августа 1966, Херсон) — советский и украинский гребец-каноист, выступал за сборные СССР и Украины в конце 1980-х — начале 1990-х годов. Четырёхкратный бронзовый призёр чемпионатов мира, пятикратный чемпион Советского Союза, победитель многих регат республиканского и всесоюзного значения. На соревнованиях представлял Вооружённые силы, мастер спорта СССР международного класса, заслуженный мастер спорта Украины.

## Биография
Андрей Балабанов родился 17 августа 1966 года в городе Херсоне Украинской ССР. Активно заниматься греблей начал в раннем детстве, проходил подготовку в спортивном клубе Вооружённых сил.
Первого серьёзного успеха на взрослом уровне добился в 1986 году, когда вместе с напарником Виктором Добротворским стал чемпионом Советского Союза в зачёте двухместных каноэ на дистанции 10000 метров. Впоследствии удерживал титул чемпиона в этой дисциплине в течение пяти лет, выиграв ещё четыре всесоюзных первенства подряд.
Благодаря череде удачных выступлений Балабанов удостоился права защищать честь страны на чемпионате мира в болгарском Пловдиве, откуда в итоге привёз награду бронзового достоинства, выигранную в двойках с тем же Добротворским в десятикилометровой гонке — лучше них финишировали только экипажи из Дании и Франции. В следующем сезоне выступил на мировом первенстве в польской Познани и в точности повторил прошлогодний результат, добавил в послужной список ещё одну бронзу — на сей раз их с Добротворским опередили Дания и Румыния. За эти выдающиеся спортивные достижения удостоен почётного звания «Мастер спорта СССР международного класса».
После распада СССР Андрей Балабанов присоединился к гребной команде Украины и продолжил принимать участие в крупнейших международных регатах. Так, в 1993 году он представлял украинскую национальную сборную на чемпионате мира в Копенгагене, где стал бронзовым призёром в двойках на десяти тысячах метрах и в четвёрках на одной тысяче метрах. В этом сезоне удостоен звания «Заслуженный мастер спорта Украины».
Имеет высшее образование, окончил Киевский государственный институт физической культуры (ныне Национальный университет физического воспитания и спорта Украины). Капитан 1-го яхт-клуба ВМС Украины. В настоящее время работает тренером по гребле на байдарках и каноэ в Херсоне.